# Csuday Jenő
Csuday Jenő (Győr, 1852. szeptember 11. – Budapest, Ferencváros, 1938. január 31.) római katolikus pap, premontrei szerzetes, történész, egyetemi magántanár.

## Életútja
Csuday János és Tomcsányi Terézia fiaként született, itt végezte el a főgimnáziumot és teológiai tanulmányait. 1875-ben lépett a premontrei rendbe és ekkor szentelték pappá is, illetve lett a szombathelyi Királyi Katolikus Főgimnáziumnál tanár. Itt oktatott hosszú időn keresztül történelmet és földrajzot. Tanári oklevelét 1883-ban a Budapesti egyetemen nyerte el. 1893-tól múzeumi segédőr Budapesten a Magyar Nemzeti Múzeumban, 1894-ben egyetemi magántanárrá képesítették. 1901-ben kilépett a premontrei rendből. Több földrajzi és történelmi középiskolai tankönyvet írt. Felesége Brunner Anna volt.

## Művei

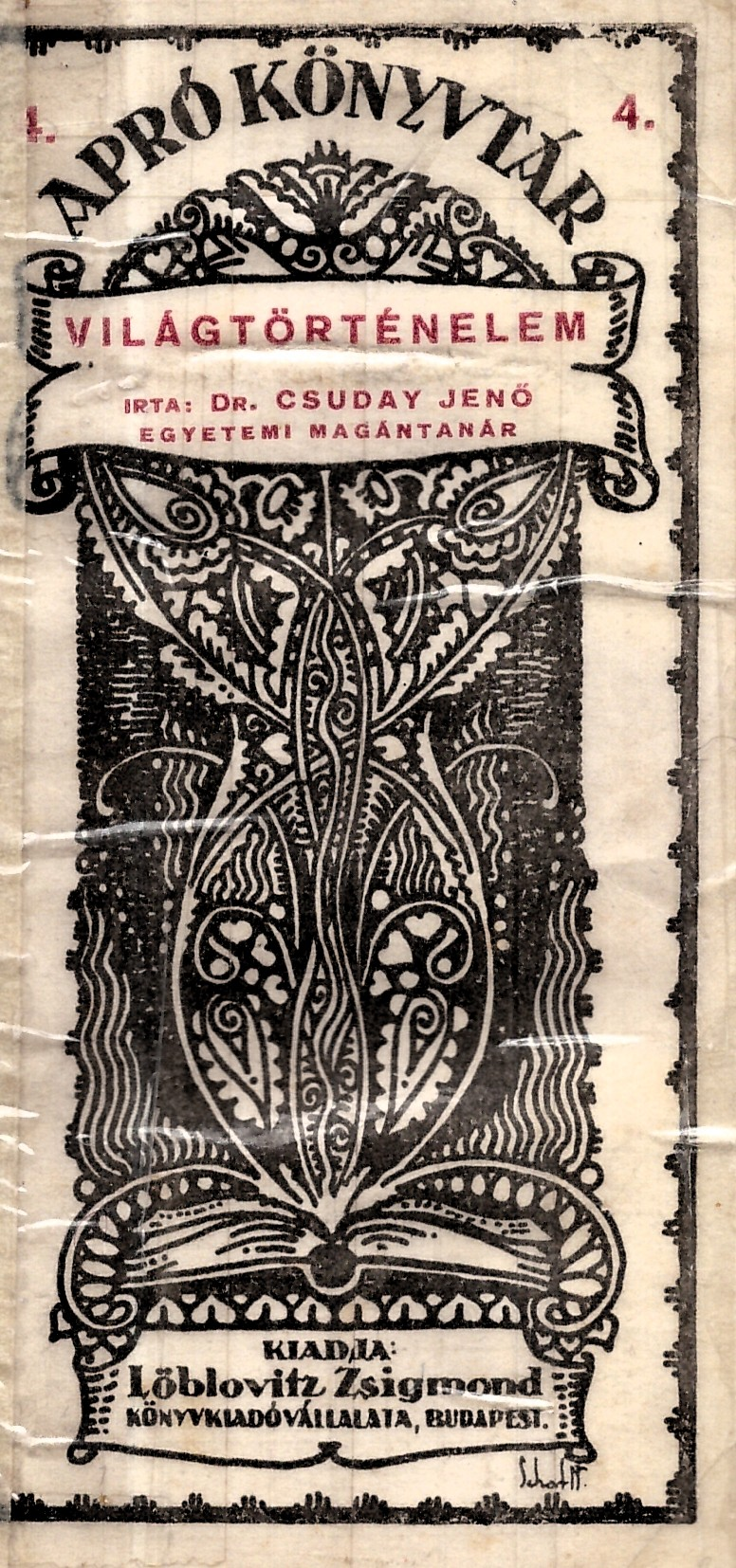

- Az Osztrák-Magyar Monarchia politikai földirata Szombathely, 1881. (tankönyv a gimnáziumok számára; 4. rövidített kiadás: 1884ː 5. kiadás, 1887)
- A honfoglalás kezdete és befejezése, Szombathely, 1884
- A magyarok történelme, Szombathely, 1884. (tankönyv a gimnázium III. osztálya számára)
- Zrinyiek a magyar történelemben 1566–1704, Szombathely, 1884. (ismerteti az Egyetértés című folyóirat 220. sz.)
- Világtörténelem I–IV., Szombathely, 1885–1888 (gimnáziumi tankönyv)
- A honfoglalás éve, Szombathely, 1891. (ismerteti a Magyar Állam című folyóirat 87. sz.)
- A magyarok történelme I–II., Szombathely, 1891 (Németül: Első kötet Második kötet)
- Történelmi helynevek szótára (Bp., 1901)
- A középkori intézmények bomlása és a renaissance Budapest, 1904 (a Nagy képes világtörténet VI. kötete, Schönherr Gyulával közösen). Elektronikus elérés